# 2012년 11월
| 2012년: 1월 · 2월 · 3월 · 4월 · 5월 · 6월 · 7월 · 8월 · 9월 · 10월 · 11월 · 12월 |

| <          | 2012년 11월 | 2012년 11월 | 2012년 11월  | 2012년 11월 | 2012년 11월 | >          |
| 일         | 월          | 화          | 수           | 목          | 금          | 토         |
|            |             |             |              | 1 9.18 병인 | 2 19 정묘   | 3 20 무진  |
| 4 21 기사  | 5 22 경오   | 6 23 신미   | 7 24 임신    | 8 25 계유   | 9 26 갑술   | 10 27 을해 |
| 11 28 병자 | 12 29 정축  | 13 30 무인  | 14 10.1 기묘 | 15 2 경진   | 16 3 신사   | 17 4 임오  |
| 18 5 계미  | 19 6 갑신   | 20 7 을유   | 21 8 병술    | 22 9 정해   | 23 10 무자  | 24 11 기축 |
| 25 12 경인 | 26 13 신묘  | 27 14 임진  | 28 15 계사   | 29 16 갑오  | 30 17 을미  |            |

| - 11월 6일 - 미국 대통령 선거 편집하기 |

## 2012년11월 30일(금요일)
문화
- 2012 Mnet 아시안 뮤직 어워드가 열리다.

## 2012년11월 29일(목요일)
과학
- 나로호 3차 발사가 결함으로 인해 무기한 연기되다.

국제
- 국제 연합 총회가 팔레스타인의 지위를 옵서버 `국가(state)'로 격상하는 결의안을 표결에 부쳐 통과시키다.

## 2012년11월 25일(일요일)
정치
- 박근혜 새누리당 대통령 후보가 국회의원직을 사퇴하다.

## 2012년11월 23일(금요일)
정치
- 안철수가 대통령 후보의 불출마 의사를 밝히고 야권 후보를 문재인으로 단일화하다.

## 2012년11월 22일(목요일)
국제
- 하마스와 이스라엘이 상호간 군사적 공격을 중단하고 휴전 상태에 돌입하다.

## 2012년11월 20일(화요일)
사회
- 제주특별자치도 올레길에서 살인 사건을 저지른 범인이 1심에서 징역 23년을 선고받다.

## 2012년11월 15일(목요일)
국제
- 시진핑이 중국 공산당의 중앙위원회 총서기 및 중앙군사위원회의 주석으로 취임하다.
- 이스라엘과 하마스가 상호 포격을 가하여 팔레스타인인이 최소 13명 사망하고, 이스라엘인 3명이 사망하다.

## 2012년11월 14일(수요일)
사회
- 내곡동 부지 매입의혹을 수사해온 이광범 특별검사가 수사결과를 발표하다.

## 2012년11월 9일(금요일)
경제
- 한국은행이 기준금리를 2.75%로 동결하다.

국제
- 중화인민공화국 칭하이성에서 티베트족 학생과 농민 등 5000명이 시위하다.
- 스리랑카의 교도소에서 재소자들이 폭동을 일으켜 70명의 사상자가 발생하다.

## 2012년11월 8일(목요일)
사회
- 대한민국 전국에서 2013학년도 대학수학능력시험이 실시되다.

## 2012년11월 7일(수요일)
국제
- 미국의 대통령 선거에서 버락 오바마가 재선에 성공하다.

사회
- 행정안전부가 한글날의 공휴일 재지정안을 입법예고하다.

## 2012년11월 1일(목요일)
스포츠
- 삼성 라이온스가 한국시리즈에서 우승하다.